# ينس لودفيغ
ينس لودفيغ (بالألمانية: Jens Ludwig)‏ هو موسيقي وعازف قيثارة ألماني، ولد في 30 أغسطس 1977 في فولدا في ألمانيا.

## وصلات خارجية
- ينس لودفيغ على موقع ميوزك برينز (الإنجليزية)
- ينس لودفيغ على موقع أول ميوزيك (الإنجليزية)
- ينس لودفيغ على موقع ديسكوغز (الإنجليزية)